# Camp Peary
Camp Peary (umgangssprachlich The Farm) ist ein militärisches Sperrgebiet des Verteidigungsministeriums der USA zu experimentellen Zwecken. Es befindet sich in York County, Virginia bei 37° 20′ 0″ N, 76° 40′ 0″ W. Das Gelände umfasst 9.275 Acre (38 km²), von denen knapp 8.000 nicht bebaut sind. Das 400.000 m² große Gewässer Bigler’s Millpond grenzt an den York-Fluss.

## Geschichte
Während des Zweiten Weltkrieges übernahm die US-Marine große Teile des Geländes zu Übungszwecken für ihre Baueinheit Seabees sowie als Kriegsgefangenenlager für deutsche Soldaten. Bei Abgrenzung der Anlage wurden alle Bewohner der Ortschaften Magruder und Bigler’s Mill umgesiedelt. Magruder war nach dem Könföderiertengeneral John B. Magruder benannt, und das Leben in Bigler’s Mill im Sezessionskrieg vom örtlichen Militärhospital bestimmt worden.
1946 verließ die Marine das Gelände und übertrug die Landschaftspflege der Försterei von Virginia. 1951 kehrte die Marine zurück und erklärte das Gelände als für die Öffentlichkeit gesperrt. Dies hält bis heute an.
Es gilt als sicher, dass die CIA das Gelände zur Ausbildung benutzt, auch wenn bisher keine US-Regierung das bestätigt hat. Nahe Bigler’s Mill wurde 1972 eine rund 1.750 Meter lange Start- und Landebahn gebaut. Im selben Jahr berichtete die Virginia Gazette aus dem nahen Williamsburg, die CIA bilde auf dem Gelände Attentäter aus, was die CIA vehement dementierte:

„None of our people had ever been trained or used as assassins“

zu deutsch:

„Noch nie ist irgendjemand aus unserem Personal als Attentäter ausgebildet oder eingesetzt worden.“

Durch Berichte wie diesen, die die Vorstellung von der „Heranzüchtung“ geheimdienstlichen Personals nährten, kam der Name The Farm – zu deutsch etwa: „Plantage“ oder „Zuchtbetrieb“ – für das Gelände in Umlauf. Das Personal der CIA wird daher salopp als Virginia Farm Boys bezeichnet.
Viele Straßen und Einrichtungen von Magruder und Bigler’s Mill sind allem Anschein nach erhalten geblieben. Das Forsthaus von Lord Dunmore ist ebenfalls noch erhalten geblieben. Es ist im National Register of Historic Places verzeichnet, einer bundesweiten Datei erhaltenswerter und denkmalgeschützter Objekte.